# Frédéric Jousset
Frédéric Jousset (Parigi, 3 maggio 1970) è un imprenditore francese.
È un uomo d'affari e filantropo francese. È il fondatore e copresidente di Webhelp, una società di outsourcing aziendale con sede in Francia. Dal dicembre 2016 è anche amministratore del Museo del Louvre.

## Biografia
Jousset è il figlio di Marie-Laure Jousset, curatrice capo del Beaubourg, e Hubert Jousset, presidente del GEFIP e dell'École normale de musique. Jousset si è laureato all'HEC Paris nel 1992.
Jousset ha iniziato la sua carriera nel 1994 per Kérastase presso L'Oréal. Quattro anni dopo ha fondato la sua prima azienda, Clientis SA, casa editrice di software per saloni di bellezza. È entrato a far parte della società di consulenza strategica americana Bain & Company, dove ha lavorato come consulente strategico.
Nel giugno 2000, ha co-fondato con Olivier Duha Webhelp SA, che originariamente offriva servizi di supporto IT e successivamente si è espansa per gestire call center e servizi aziendali in outsourcing. Il gruppo contava 55.000 dipendenti e ha registrato un fatturato di 1.450 milioni di euro nel 2019.
Nel 2012, Jousset ha ricevuto il Mercury Honor for Business Creation presso HEC e, insieme a Olivier Duha, è stato eletto Manager dell'anno nel 2013 dal Nouvel Economiste/Financial Times.
Dal luglio 2019 è amministratore della École nationale supérieure des arts décoratifs.